# Heterogriffus
Heterogriffus is een monotypisch geslacht van spinnen uit de  familie van de Thomisidae (krabspinnen).

## Soort
- Heterogriffus berlandi Lessert, 1938